# Kanton Beauvais-2
Der Kanton Beauvais-2 ist der mit der Kantonsreform 2015 gebildete 2. Wahlkreis des Départements Oise und gehört zum Arrondissement Beauvais. 

## Gemeinden
Der Kanton besteht aus 26 Gemeinden und Gemeindeteilen mit insgesamt 47.069 Einwohnern (Stand: 1. Januar 2022) auf einer Gesamtfläche von 276,15 km²:
| Gemeinde                 | Einwohner 1. Januar 2022 | Fläche km² | Dichte Einw./km² | Code INSEE | Postleitzahl |
| ------------------------ | ------------------------ | ---------- | ---------------- | ---------- | ------------ |
| Allonne                  | 1.737                    | 15,45      | 112              | 60009      | 60000        |
| Auneuil                  | 2.895                    | 27,33      | 106              | 60029      | 60390        |
| Auteuil                  | 553                      | 11,92      | 46               | 60030      | 60390        |
| Aux Marais               | 911                      | 5,71       | 160              | 60703      | 60000        |
| Beauvais                 | 21.058                   | 10,77      | 1.955            | 60057      | 60000        |
| Berneuil-en-Bray         | 819                      | 15,15      | 54               | 60063      | 60390        |
| Flavacourt               | 677                      | 18,51      | 37               | 60235      | 60000        |
| Frocourt                 | 522                      | 6,44       | 81               | 60264      | 60650        |
| Goincourt                | 1.582                    | 6,52       | 243              | 60277      | 60000        |
| Labosse                  | 457                      | 14,22      | 32               | 60331      | 60590        |
| Lachapelle-aux-Pots      | 1.534                    | 9,85       | 156              | 60333      | 60590        |
| La Houssoye              | 605                      | 6,50       | 93               | 60319      | 60390        |
| Lalande-en-Son           | 598                      | 5,99       | 100              | 60343      | 60650        |
| Lalandelle               | 521                      | 11,23      | 46               | 60344      | 60850        |
| Le Vaumain               | 409                      | 8,10       | 50               | 60660      | 60590        |
| Le Vauroux               | 500                      | 9,74       | 51               | 60662      | 60390        |
| Ons-en-Bray              | 1.375                    | 13,95      | 99               | 60477      | 60650        |
| Porcheux                 | 675                      | 4,71       | 143              | 60510      | 60390        |
| Rainvillers              | 892                      | 6,50       | 137              | 60523      | 60155        |
| Saint-Aubin-en-Bray      | 1.193                    | 6,38       | 187              | 60567      | 60650        |
| Saint-Léger-en-Bray      | 376                      | 4,43       | 85               | 60583      | 60155        |
| Saint-Martin-le-Nœud     | 1.080                    | 5,46       | 198              | 60586      | 60000        |
| Saint-Paul               | 1.612                    | 9,52       | 169              | 60591      | 60650        |
| Sérifontaine             | 2.798                    | 20,43      | 137              | 60616      | 60590        |
| Villers-Saint-Barthélemy | 470                      | 9,90       | 47               | 60681      | 60650        |
| Warluis                  | 1.220                    | 11,44      | 107              | 60700      | 60700        |
| Kanton Beauvais-2        | 47.069                   | 276,15     | 170              | 6002       | –            |

1. ↑   Nur der südliche Teil der Gemeinde, der Rest gehört zum Kanton Beauvais-1.

## Veränderungen im Gemeindebestand seit der landesweiten Neuordnung der Kantone
2017: Fusion Troussures und Auneuil → Auneuil